# Intermeccanica Italia IMX
La Intermeccanica Italia IMX è un'automobile con carrozzeria coupé realizzata dal 1968 al 1972 dalla casa costruttrice italiana Costruzione Automobili Intermeccanica.

## Contesto
Dalle linee sportive nate dalla mano dello stilista Franco Scaglione e ispirate alle vetture sportive del periodo, come la Maserati Mistral e la Ferrari 275 GTB.

Le fiancate sono caratterizzate da ampie aperture per l'uscita del calore prodotto dal motore. L'abitacolo è lussuoso, con selleria in pelle e cruscotto di radica.

Venne venduta in 15 esemplari anche in versione spider, mentre della versione coupé ne vennero venduti 57, per un totale di 72 esemplari venduti.

## Caratteristiche tecniche
La vettura è dotata di un motore V8 di 5766 cm³ (di origine Ford), da 310 CV; raggiunge i 100 km/h da fermo in 6 secondi. La frizione è quella della Ford Mustang.